# Djénébou Danté
Djénébou Danté (ur. 7 sierpnia 1989) – malijska lekkoatletka specjalizująca się w biegach sprinterskich i średniodystansowych, uczestniczka igrzysk olimpijskich w 2016 roku. 

## Osiągnięcia
Pierwszą większą imprezą, na jakiej wystąpiła, były Mistrzostwa Świata w 2011 roku w biegu na 100 metrów, gdzie z czasem 12,32 odpadła w eliminacjach (rezultat ten jest jej rekordem życiowym). Wcześniej występowała jako junior.  
Wzięła udział w biegu na 400 metrów podczas igrzysk olimpijskich w Rio de Janeiro. Wyprowadziła swoją reprezentację jako chorąży podczas ceremonii otwarcia igrzysk. W eliminacjach zajęła 42. miejsce z czasem 52,85, co nie dało jej awansu do kolejnego etapu rywalizacji. 
W 2017 roku wygrała bieg na 400 metrów podczas igrzysk frankofońskich z czasem 52,23.